# Alexander Gallee
Alexander Gallee (* 1968 in Wien) ist ein österreichischer Allgemeinmediziner sowie Lied-, Konzert- und Opernsänger (Tenor).

## Werdegang
Der im Hauptberuf als Allgemeinmediziner tätige Alexander Gallee begann seine musikalische Tätigkeit als Mitglied der „Sängerknaben vom Wienerwald“ und setzte die Chortätigkeit beim Heinrich Schütz Kammerchor und der Chorvereinigung St. Augustin fort. Er ergänzte seine Ausbildung durch Gesangsunterricht bei Hugh Beresford, Sona Ghazarian, Michael Pabst und Ingeborg Friedl und perfektionierte sie durch den Besuch von Meisterkursen bei Fedora Barbieri, James King, Peter Dvorsky und Sena Jurinac.
Bei einem Wettbewerb der Wiener Musikschulen im Jahre 1996 gewann er den ersten Preis, der mit einem Solo-Auftritt im Wiener Konzerthaus verbunden war. Beim internationalen Gesangswettbewerb 2009 in Orvieto erreichte er das Semifinale.
2001 feierte Alexander Gallee mit der Partie des „Ersten Geharnischten“ in der „Zauberflöte“ beim „Festival Junger Künstler“ in Graz sein Operndebüt. Es folgten Aufführungen des Gustav-Mahler-Konservatoriums unter der Leitung von Andrija Pavlic in Wien, wo er verschiedene Rollen in Mozart-Opern verkörperte.
Beim internationalen Gesangswettbewerb 2009 in Orvieto erreichte er das Semifinale.
Bei einem Solisten-Orchesterkonzert mit Tenorarien unter der Leitung von Herbert Krenn war er 2011 mit dem „Concentus21“ tätig und im Jänner 2012 sang er den Eisenstein in „Die Fledermaus“ von Johann Strauss unter Konrad Ganglberger.
2018 wirkte er als „1. Engel“ bei der Welturaufführung des Osteroratoriums von Michael Stenov in der Pfarrkirche St. Peter in Linz/Spallerhof mit.
Gallee ist als Schriftführer in der „OBGAM – OÖ Gesellschaft für Allgemein- und Familienmedizin“ tätig. Er lebt in Vorderweißenbach, wo er auch seine ärztliche Ordination hat.
Alexander Gallee ist auch als Liedsänger sowie als Konzertsänger und im klassisch geistlichen Repertoire (z. B. Haydn, Mozart, Schubert-Messen) tätig.

## Repertoire (Auswahl)

### Oper
- Don Ottavio in „Don Giovanni“ von Wolfgang Amadeus Mozart
- Belmonte in „Die Entführung aus dem Serail“ von Wolfgang Amadeus Mozart
- Tamino in „Die Zauberflöte“ von Wolfgang Amadeus Mozart

### Lied
- Winterreise von Franz Schubert
- Dichterliebe von Robert Schumann